# Ernst Haas (photographe)
Pour les articles homonymes, voir Haas et Ernst Haas.
Ernst Haas (2 mars 1921 – 12 septembre 1986) est un photographe autrichien et américain précurseur de la photographie couleur.

## Biographie
Ernst Haas naît à Vienne le 2 mars 1921. Il commence des études de médecine puis de peinture.
Au début des années 1940, il se tourne vers la photographie puis, après la guerre, vers le photojournalisme.
En 1947, un reportage sur le retour des prisonniers de guerre le rend célèbre.
En 1949, Robert Capa lui fait intégrer Magnum.
Il s'installe aux États-Unis, et réalise ses premières photo en couleurs dans le désert du Mexique. C'est le début de ses recherches personnelles sur l'usage de la couleur en photographie. Il réalise des images dont la composition rigoureuse et la technique valorisent le pouvoir expressif de la couleur : gens qui courent sur une plage, skieurs nautiques, phoques…
À partir de 1951, il devient collaborateur indépendant pour Life, Vogue, Esquire, Look.
Il photographie New York (Images d'une ville magique) puis d'autres grandes villes : Paris, Venise. Il reçoit plusieurs prix.
À partir de 1964, il travaille pour le cinéma et la TV (The art of seeing).
En 1971 paraît The Creation qui sera vendu à 350 000 exemplaires.
Il meurt à New York le 12 septembre 1986.

## Prix et récompenses
- 1972, prix culturel de la Société allemande de photographie
- 1986, prix Hasselblad

## Son art
Haas exprimait la volonté d'utiliser la photo comme une langue universelle. Son œuvre en noir et blanc fut éclipsée par ses recherches sur la photographie couleur dont il fut l'un des précurseurs. Son travail connut un immense succès et il devint dans les années 1960 et 70 un modèle pour la communauté des photographes amateurs.

## Expositions
- 2010 : Les Rencontres d'Arles, France.
- 2015 : « Ernst Haas : la couleur à toute épreuve », Les Douches La Galerie, Paris, France.
- 2024 : « Abstract - Les Forces de l'abstraction », présentant l'une des étapes les plus audacieuses et personnelles de l'œuvre de ce pionnier de la photographie couleur, Les Douches la Galerie, Paris, du 23 novembre 2024 au 25 janvier 2025[1],[2]

## Publications
Liste non exhaustive
- Guerre morte …il y avait une guerre d’Indochine, de Jean-Pierre Dannaud. Illustrations photographiques de Michel Aubin, Edouard Axelrad, Werner Bischof, Marcel Bourlette, Robert Bouvet, Daniel Camus, Raymond Cauchetier, Paul Corcuff, Raoul Coutard, Guy Defive, Dervoust, Yves Fayet, Pierre Ferrari, Ernst Haas, Jacques Jahan, Francis Jauréguy, Fernand Jentile, Georges Liron, René Martinoff, Missions étrangères, Nguyen Manh Danh, Jacques Oxenaar, Jean-Marie Pelou, Jean Péraud, Jean Petit, S.I.V.N., Raymond Varoqui. Supplément à la revue Indochine Sud-Est Asiatique, Imp. Georges Lang, Paris, 1954. La Pensée Moderne, 1973